# Aeroportul Letfotar
Aeroportul Letfotar (IATA: MOM, ICAO: GQNL) este un aeroport din Regiunea Brakna, Mauritania.
Situat la o altitudine de 129 m, aeroportul dispune de o singură pistă.